# Тамар (месторождение)

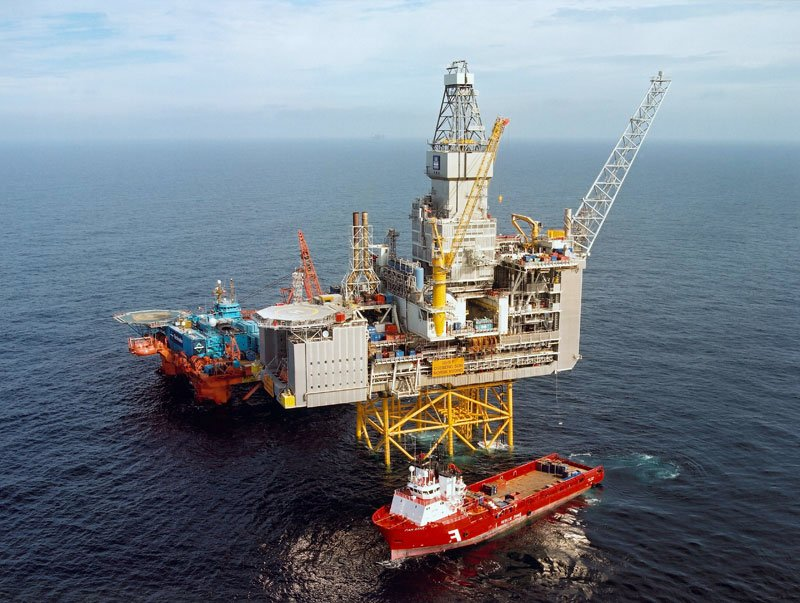
Месторождение газа (иллюстрация)

Тамар — газовое месторождение в Израиле Левантийского нефтегазоносного бассейна на шельфе Левантийского моря (восточная часть Средиземного моря) вблизи морской границы Израиля с Ливаном. Находится рядом с газовыми месторождениями Левиафан, Кариш.

## Общие сведения
Месторождение открыто в январе 2009 года. Расположено в 92 км к западу от Хайфы на глубине 5 000 м ниже уровня моря. Глубина моря в этом месте составляет 1642 м. В подсолевых отложениях раннего миоцена обнаружена газовая ловушка мощностью 140 м. 
Площадь месторождения составляет 250 км². Толщина пластов достигает 300 метров.
Запасы газа оцениваются в 300 млрд м³.

## Участники
Участниками месторождения являются:
- Isramco (28,75%)
- Chevron (25%)
- Tamar Petroleum (16,75%)
- Аарон Френкель[англ.](Union Energy)(14,5%)
- «Mubadala Energy» (11%)
- Dor Gas (4%)

В январе 2018 года компания «Tamar Petroleum» приобрела 7,5% доли Noble Energy в Тамар, увеличив свою долю до 16,75%.
В сентябре 2021 года «Delek Drilling» подписала соглашение о продаже оставшейся части своей доли (22%) компании «Mubadala Energy» за 1,05 миллиарда долларов.
Примерно через год миллиардер Аарон Френкель, участвовавший в сделке по приобретению доли компании Mubadala в 2021 году, воспользовался своим правом на покупку половины акций (11% месторождения) за 525 миллионов долларов. В эту сделку также включены все денежные потоки от месторождения с начала 2021 года до даты передачи прав, что оценивается в дополнительные 75 миллионов долларов.
В марте 2024 года Френкель приобрел дополнительные 3,5% у компании «Everest» (партнерство между «Harel Insurance» и Израильским фондом инфраструктуры) примерно за 970 миллионов шекелей (272 миллиона долларов), что отражает общую стоимость месторождения, которая составила около 32 миллиардов шекелей (примерно 8,5 миллиардов долларов).
С этой покупкой доля Френкеля в месторождении увеличилась до около 14,5%. Кроме того, он владеет около 25% акций «Tamar Petroleum», которая в свою очередь владеет 16,75% месторождения Тамар.
31 января 2025 года ГНКАР приобрела 10 % доли в месторождении у «Union Energy», принадлежащей Аарону Френкелю. Для вступления соглашения в силу ожидается согласие регулятора Израиля.

## Разработка
В 2006 году в качестве оператора месторождения начала действовать американская компания Noble Energy. В сентябре 2010 года компания объявила о начале разработки месторождения с ожидаемой оценочной стоимостью запасов в 3 миллиарда долларов.
Журнал «Oil and Gas Investor» назвал месторождение «Тамар» лучшим месторождением природного газа в мире по результатам 2008 года».
Промышленная добыча газа началась 30 марта 2013 года. Добыча осуществляется через шесть эксплуатационных скважин. Добывается 1,1 млрд кубических футов газа в сутки.
Транспортировка газа осуществляется по газопроводу, соединяющему добывающие платформы с терминалом в городе Ашдод на юге Израиля. Добыча ведётся со стационарной платформы.

## Потребители
По состоянию на 2016 года потребителями газа станут: новая частная электростанция в Израиле, станции частной компании Edeltech (Израиль). Подписаны длительные контракты на поставки в течение 18 лет. Подписан контракт на экспорт газа в Египет с частной египетской фирмой.
В начале 2018 года Египет и Иордания заключили договор о транзите израильского газа, добываемого в месторождениях Левиафан и Тамар.
В ноябре 2018 года Израиль подписал соглашение с Грецией, Италией и Кипром о строительстве газопровода EastMed (Восточный Средиземноморский) мощностью до 20 млрд м³ газа в год от израильского шельфа через остров Крит и Грецию в Италию.